# Tägerwilen
Tägerwilen é uma comuna da Suíça, no Cantão Turgóvia, com cerca de 3.503 habitantes. Estende-se por uma área de 11,58 km², de densidade populacional de 303 hab/km². Confina com as seguintes comunas: Costanza (Konstanz) (DE-BW), Ermatingen, Gottlieben, Kemmental, Kreuzlingen, Reichenau (DE-BW), Wäldi.
A língua oficial nesta comuna é o Alemão.